# Arijan Ademi
Arijan Ademi (Šibenik, 29 mei 1991) is een Kroatisch-Macedonisch voetballer van Albanese afkomst die doorgaans als defensieve middenvelder speelt. Hij verruilde HNK Šibenik in juli 2010 voor Dinamo Zagreb. Ademi debuteerde in 2014 in het Macedonisch voetbalelftal.

## Clubcarrière

### HNK Šibenik
Ademi begon met voetballen bij HNK Šibenik, de club uit zijn geboortestad. Op 15 september 2007 werd hij bij het eerste elftal gehaald. Op 22 maart 2008 debuteerde hij op 16-jarige leeftijd tegen Dinamo Zagreb. Hij viel na 63 minuten in voor de Braziliaan João Gabriel da Silva, maar kon zijn team niet behoedden voor een 5-1 nederlaag. Het seizoen erna begon hij zestien keer in de basiself en speelde hij 28 competitiewedstrijden. Tijdens het seizoen 2009/10 verscheen hij 27 keer in de basiself en maakte hij twee doelpunten. Op 25 juli 2009 maakte hij zijn eerste competitiedoelpunt, tegen Croatia Sesvete. Hij was dat seizoen de jongste speler die ook de aanvoerdersband droeg bij zijn club.

### Dinamo Zagreb
Op 16 juni 2010 werd hij verkocht aan Dinamo Zagreb voor een bedrag van € 400.000. Op 31 juli 2010 debuteerde hij voor zijn nieuwe club tegen HNK Rijeka. Op 4 augustus 2010 maakte hij zijn Europees debuut in de derde voorronde van de Champions League tegen Sheriff Tiraspol. In januari 2012 werd hij voor zes maanden verhuurd aan NK Lokomotiva Zagreb. De voormalige captain van HNK Šibenik werd begin 2015 ook de captain van Dinamo Zagreb, nadat Josip Šimunić zijn voetbalschoenen aan de wilgen hing.
Ademi werd op 20 november 2015 voor vier jaar geschorst wegens een positieve dopingtest na een Champions league-wedstrijd tegen Arsenal. Hierdoor miste hij de rest van het seizoen 2015/16 en heel 2016/17. Zijn schorsing werd in 2017 teruggebracht tot twee jaar, waarna hij in oktober 2017 zijn rentree maakte.

## Interlands
| №                                   | Datum             | Wedstrijd             | Uitslag        | Competitie           | Goals          |
| Namens Kroatië                      | Namens Kroatië    | Namens Kroatië        | Namens Kroatië | Namens Kroatië       | Namens Kroatië |
| ----------------------------------- | ----------------- | --------------------- | -------------- | -------------------- | -------------- |
| 1.                                  | 6 februari 2013   | Zuid-Korea – Kroatië  | 0 – 4          | Vriendschappelijk    | 0              |
| 2.                                  | 10 juni 2013      | Kroatië – Portugal    | 0 – 1          | Vriendschappelijk    | 0              |
| 3.                                  | 10 september 2013 | Zuid-Korea – Kroatië  | 1 – 2          | Vriendschappelijk    | 0              |
| Namens Macedonië                    |                   |                       |                |                      |                |
| 1.                                  | 9 oktober 2014    | Macedonië – Luxemburg | 3 – 2          | EK-kwalificatie 2016 | 0              |
| 2.                                  | 12 oktober 2014   | Oekraïne – Macedonië  | 1 – 0          | EK-kwalificatie 2016 | 0              |
| 3.                                  | 15 november 2014  | Macedonië – Slowakije | 0 – 2          | EK-kwalificatie 2016 | 0              |
| Totaal                              | Totaal            | Totaal                | Totaal         | Totaal               | 0              |
| Laatst bijgewerkt op 30 april 2015. |                   |                       |                |                      |                |

## Interlandcarrière
Ademi kwam uit voor diverse Kroatische jeugdelftallen. Hij speelde onder meer zeven wedstrijden voor Kroatië -21. Op 22 januari 2013 riep Kroatisch bondscoach Igor Štimac Ademi op voor een vriendschappelijke wedstrijd in Londen tegen Zuid-Korea op 6 februari 2013. Hij viel na 71 minuten in voor Luka Modrić. Kroatië won de oefeninterland op Craven Cottage met 0-4. Nadat Ivan Rakitić afviel voor het WK-kwalificatieduel tegen Schotland op 15 oktober 2013 wegens een blessure, kregen Ademi en Mario Maloča een oproep van toenmalig bondscoach Igor Štimac voor het Kroatisch voetbalelftal.
In mei 2014, na de bekendmaking van de Kroatische voorselectie voor het wereldkampioenschap in Brazilië, kondigde Ademi aan in de toekomst niet meer voor Kroatië, maar voor Macedonië uit te komen. Ademi debuteerde voor Macedonië op 9 oktober 2014 in de EK-kwalificatiewedstrijd tegen Luxemburg.

## Trivia
Ademi's ouders zijn etnische Albanezen uit Noord-Macedonië. Hij is een neef van Macedonisch international Agim Ibraimi.
 Dinamo Zagreb
- Landskampioen Kroatië

2011, 2013, 2014, 2015,2016,2018,2019,2020,